# Jerzy Ustupski
Jerzy Ustupski (født 1. april 1911 i Zakopane, død 3. oktober 2004 i Zakopane) var en polsk roer som deltog i de olympiske lege 1936 i Berlin.
Ustupski vandt en bronzemedalje i roning under OL 1936 i Berlin. Sammen med Roger Verey kom han på en tredjeplads i dobbeltsculler efter Jack Beresford og Leslie Southwood fra Storbritannien og tyskerne Joachim Pirsch og Willy Kaidel. 
Ustupski var med i Armia Krajowa under anden verdenskrig og kæmpede under Warszawa-opstanden i 1944.